# 柏忌上校進行曲
《布基上校進行曲》（英語：Colonel Bogey March）為有「英國進行曲之王」（The British March King）之稱的軍官作曲家肯尼斯·約瑟夫·阿爾福特（Kenneth Joseph Alford）創作於1914年，後來於1957年被電影《桂河大橋》採用並改編為電影主題曲《桂河進行曲》（The River Kwai March），此曲也隨著該部電影的成功而廣為世人所熟悉。
曲名中的「布基上校」並非真有其人，事實上「布基」（Bogey）是一個高爾夫球術語。作者為何如此命名並沒有答案，有些臆測認為作者創作此曲的靈感可能與高爾夫球有所關連。

## 流行文化
此曲曾于1939年被填词改为讽刺阿道夫·希特勒的歌曲《希特勒只有一顆蛋》，歌词大意为“希特勒只有一顆蛋，戈林有兩個蛋卻小得可怜，希姆莱也一样，但更可怜的戈培尔一粒也没有”。2009年电影《拉贝日记》中也出现了史蒂夫·布西密饰演的威尔逊医生高唱此歌的情节。
1957年英國二戰電影《桂河大橋》把此曲改編為著名的電影主題曲《桂河進行曲》。另外，在1997年由冯小宁執導、講述英國侵藏戰爭的中國電影《紅河谷》中也有出現軍樂隊演奏此曲的情節。不過，英國是在1904年入侵西藏，而《柏忌上校進行曲》則創作於1914年，是電影在細節取材上的一個重大疏忽。
該曲还在其他超过四十部电影中被用作插曲，包括1931年的英国电影《The Love Race》、1959年的英国电影《The Mouse That Roared》、1985年的美国电影《早餐俱乐部》、1989年的香港電影《小小小警察》、2002年的捷克電影《烈日長紅》和2010年姜文执导的电影《让子弹飞》等。
粵語版有快樂進行曲。:281